# Honorowa Odznaka Miasta Łodzi

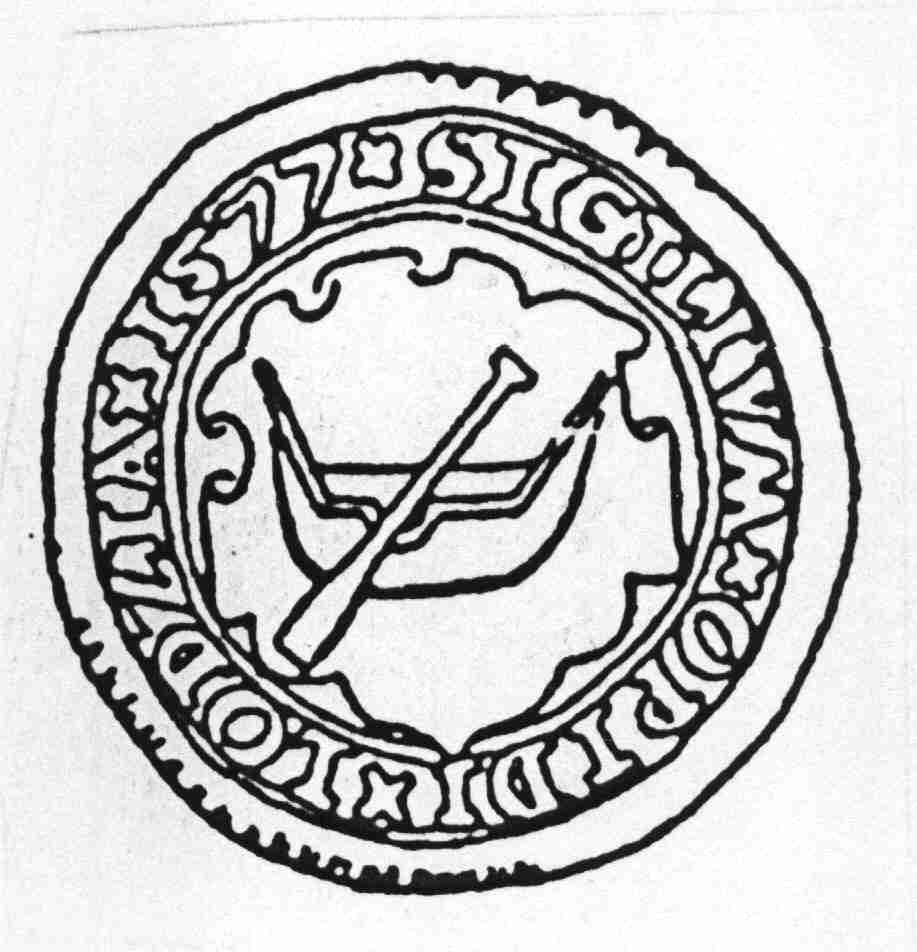
Pieczęć Łodzi z 1577

Honorowa Odznaka Miasta Łodzi – polskie odznaczenie samorządowe przyznawane w okresie PRL-u przez Radę Narodową Miasta Łodzi osobom i instytucjom zasłużonym dla Łodzi.

## Historia
Uchwałę o ustanowieniu Odznaki Honorowej Miasta Łodzi podjęła Rada Narodowa Miasta Łodzi 16 listopada 1959. Odznaki były przyznawane za: działalność zasługującą na szczególne uznanie, za zasługi w dziele rozwoju miasta Łodzi, poprawy warunków bytowych ludności, osiągnięcia w pracy społecznej oraz wydatne zwiększnie wkładu naszego miasta do ogólnonarodowego dorobku gospodarczego, społecznego i kulturalnego.
Odznaki zostały po raz pierwszy wręczone 19 stycznia 1960, z okazji 15. rocznicy wyzwolenia Łodzi spod okupacji niemieckiej. Wśród odznaczonych znalazło się wówczas 29 osób – pierwszą z nich był obecny na sesji Władysław Gomułka. Ponadto wyróżniono wówczas m.in.: Michalinę Tatarkównę-Majkowską, Ignacego Logę-Sowińskiego, Kazimierza Dejmka, Tadeusza Kotarbińskiego i dowódcę wojsk radzieckich, które wkroczyły do Łodzi w 1945 – generała Władimira Kołpakczi.
Przez kilka lat po 1960, po przyznaniu odznaki Dziennikowi Łódzkiemu, odznaka znajdowała się w winiecie gazety.
Honorowa Odznaka Miasta Łodzi nie jest przyznawana – w 1992 zastąpiła ją odznaka „Za zasługi dla Miasta Łodzi”.

## Projekt odznaki
Na ogłoszony konkurs na zaprojektowanie odznaki nadesłano 30 prac. Wśród nich wybrano projekt Pawła Świątkowskiego, który nawiązywał do pieczęci Łodzi z 1557 i zawierał napis Honorowa Odznaka M. Łodzi. Początkowo odznaka oprócz pieczęci miała przedstawiać również fragment panoramy miejskiej oraz miała być wykonana ze srebra.